# Боннен, Филипп
Филипп Пьер Боннен (фр. Philippe Pierre Bonnin, р. 30 апреля 1955) — французский фехтовальщик-рапирист, олимпийский чемпион, призёр чемпионата мира.

## Биография
Родился в 1955 году в Булонь-Бийанкуре. На чемпионате мира 1978 года стал обладателем серебряной медали. В 1980 году стал чемпионом Олимпийских игр в Москве.